# Њу Бивер (Пенсилванија)
Њу Бивер (енгл. New Beaver) град је у америчкој савезној држави Пенсилванија.

## Демографија
По попису из 2010. године број становника је 1.502, што је 175 (-10,4%) становника мање него 2000. године.
| Група             | 2000.         | 2010.         |
| Белци             | 1.634 (97,4%) | 1.470 (97,9%) |
| Афроамериканци    | 24 (1,4%)     | 12 (0,8%)     |
| Азијати           | 0 (0,0%)      | 3 (0,2%)      |
| Хиспаноамериканци | 15 (0,9%)     | 6 (0,4%)      |
| Укупно            | 1.677         | 1.502         |